# パウリナ・マイ
パウリナ・マイ＝エルワルト（Paulina Maj-Erwardt、1987年3月22日 - ）は、ポーランドの元女子バレーボール選手。

## 来歴
ジュニアのクラブを経て2005年にSMS Sosnowiecに入団し、プロとしてのキャリアをスタートさせる。2006年、ポーランド代表に初選出される。同年11月の世界選手権ではレシーバーとして三大大会に初出場した。2009年に地元で開催された欧州選手権で銅メダルを獲得した。2010年、世界選手権に2大会連続出場した。
2024年に現役引退。

## 球歴
- 世界選手権 - 2006年、2010年
- 欧州選手権 - 2009年、2011年、2013年

## 所属クラブ
- スパルタ・ズウォトゥフ （2000-2003年）
- SMSソスノヴィエツ（2003-2005年）
- ビェルスコ＝ビャワ （2005-2008年）
- PTPSピワ （2008-2010年）
- アトム・トレフル・ソポト （2010-2012年）
- MKSムシナ（2012-2015年）
- チェミック・ポリツェ（2015-2016年）
- Grot Budowlani Łódź（2016-2017年）
- BKS Profi Credit Bielsko-Biała（2018-2019年）
- チェミック・ポリツェ（2019-2021年）
- Grot Budowlani Łódź（2021-2024年）